# Tower Island
Tower Island – wyspa na północny zachód od Półwyspu Antarktycznego, wyznaczająca północno-wschodni kraniec Archipelagu Palmera.

## Geografia
Wyspa (ok. 5 km długości) na północny zachód od Półwyspu Antarktycznego, wyznaczająca północno-wschodni kraniec Archipelagu Palmera. Leży ok. 32 km na północny wschód od Trinity Island i ok. 17 km na północ od Cape Kater na Wybrzeżeu Davisa, od którego oddzielona jest przez cieśninę Orléans Strait .
Najwyższe wzniesienie wyspy sięga 305 m n.p.m.
U zachodniego wybrzeża wyspy leży grupa niewielkich wysepek Pearl Rocks, które tworzą ostoję ptaków IBA z uwagi na zamieszkującą je kolonię kormoranów niebieskookich.

## Historia

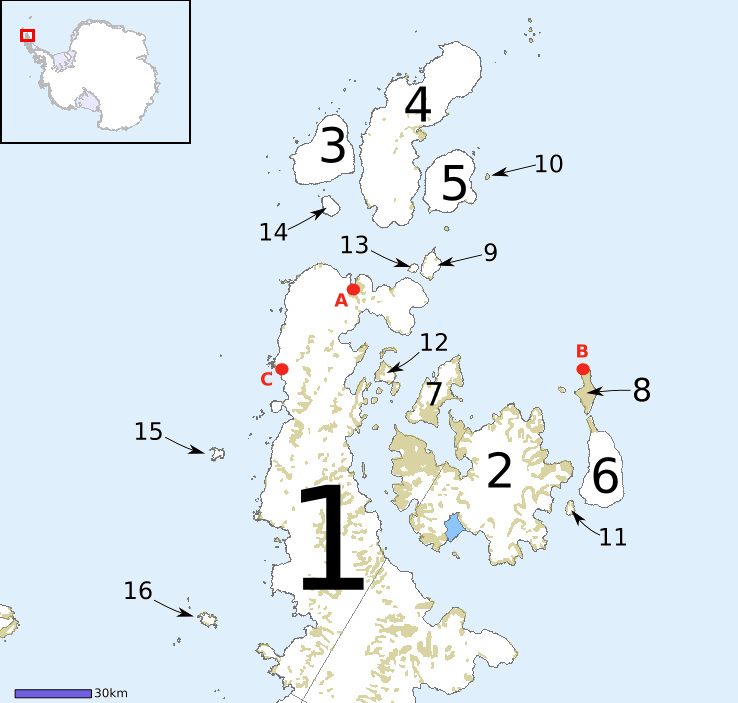
1 – Półwysep Antarktyczny; 2 – Wyspa Jamesa Rossa; 3 – D'Urville Island, 4 – Joinville Island; 5 – Dundee Island; 6 – Snow Hill Island; 7 Vega Island; 8 – Seymour Island; 9 – Andersson Island; 10 – Paulet Island; 11 – Lockyer Island; 12 – Eagle Island; 13 – Jonassen Island; 14 – Bransfield Island; 15 – Astrolabe Island; 16 – Tower Island; A – stacja w Zatoce Nadziei, B – stacja Marambio, C – stacja General Bernardo O’Higgins

Wyspa została pobieżnie naniesiona na mapę przez Edwarda Bransfielda (1785–1852) 30 stycznia 1820 roku , który opisał ją jako okrągłą wyspę. 
Nazwa Tower Island została prawdopodobnie po raz pierwszy zastosowana wobec Ohlin Island, a dopiero później zastosowana wobec Tower Island . W 1902 roku wyspa została ponownie naniesiona na mapę przez Szwedzką Wyprawę Antarktyczną pod kierownictwem szwedzkiego geologa Otto Nordenskjölda (1869–1928) . Szwedzka Wyprawa Antarktyczna nadała jej nazwę Île Pendleton na cześć kapitana Benjamina Pendletona .